# 塞爾希伊夫卡 (斯瓦托韋區)
49°21′50″N 37°57′22″E / 49.36389°N 37.95611°E
塞爾希伊夫卡（烏克蘭語：Сергіївка）是位於烏克蘭東部的村莊，由盧甘斯克州斯瓦托韋區的科洛梅奇哈市鎮負責管轄。該村始建於1953年，面積0.24平方公里，海拔高度138米，2001年人口20。